# Калдера
Калдерата (на испански: caldera – котел, казан) е вулканично образувание, получено при срутване на кратера навътре в самия него.
Има кръгла или овална котлообразна форма със стръмни и често стъпаловидни склонове. Дълбочината ѝ може да стигне до няколкостотин метра, а диаметърът – 10 – 20 km. По произход калдерите могат да бъдат взривни и срутищни (при хлътване по разломи около вулкана). За най-голяма калдера се приема тази на вулкана Асо на Японските острови, с площ около 375 km2.
Калдерите може да са пълни с дъждовна или морска вода, образувайки кратерни езера или кратерни заливи (остров Санторини).